# Venango County
Venango County ist ein County im Bundesstaat Pennsylvania der Vereinigten Staaten. Bei der Volkszählung im Jahr 2020 hatte das County 50.454 Einwohner und eine Bevölkerungsdichte von 33 Einwohnern pro Quadratkilometer. Der Verwaltungssitz (County Seat) ist Franklin.

## Geschichte
Das County wurde am 12. März 1800 gebildet und am 1. April 1805 abschließend organisiert. Benannt wurde es nach dem gleichnamigen Dorf der Lenni Lenape, das an der Mündung des heutigen French River in den Allegheny River lag. Venango bedeutet ins Deutsche übersetzt „Otter“.

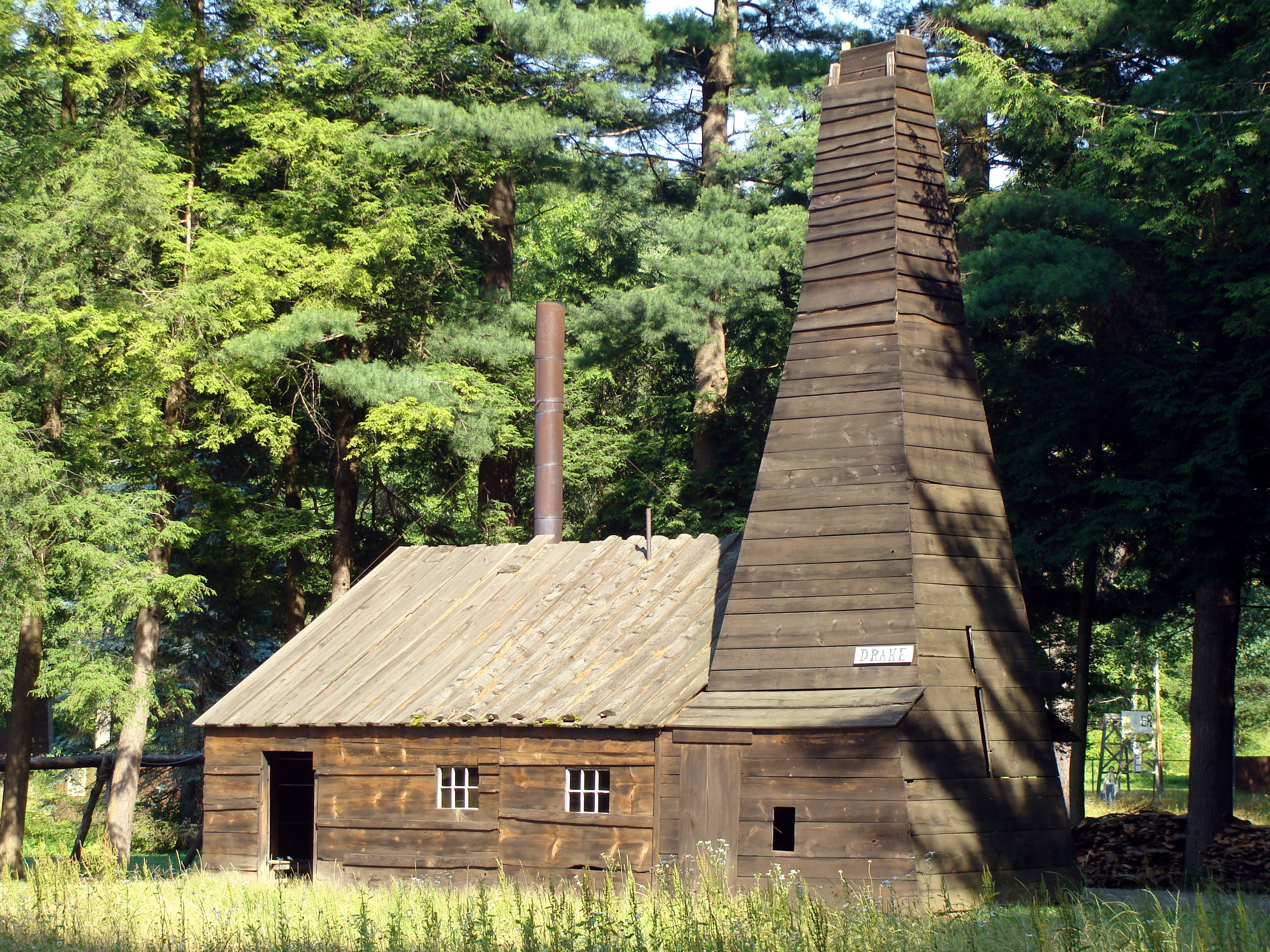
Drake Oil Well (2012)

Ein Ort im County hat den Status einer National Historic Landmark, die Ölförderanlage Drake Oil Well. 19 Bauwerke und Stätten des Countys sind im National Register of Historic Places (NRHP) eingetragen (Stand 25. Juli 2018).

## Geographie
Das County hat eine Fläche von 1769 Quadratkilometern, wovon 21 Quadratkilometer Wasserfläche sind.

## Bevölkerungsentwicklung

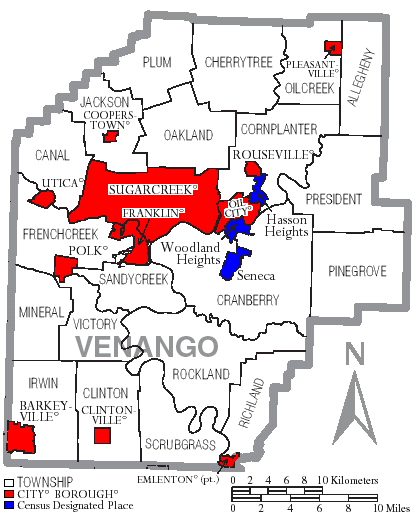
Karte des Venango County

## Städte und Ortschaften
| - Allegheny Township - Barkeyville - Canal Township - Cherrytree Township - Clinton Township - Clintonville - Cooperstown - Cornplanter Township - Cranberry Township - Franklin - Frenchcreek Township | - Hasson Heights (CDP) - Irwin Township - Jackson Township - Mineral Township - Oakland Township - Oil City - Oilcreek Township - Pinegrove Township - Pleasantville - Plum Township - Polk | - President Township - Richland Township - Rockland Township - Rouseville - Sandycreek Township - Scrubgrass Township - Seneca (CDP) - Sugarcreek - Utica - Victory Township - Woodland Heights (CDP) |